# Limea sarsii
Limea sarsii är en musselart som först beskrevs av Sven Lovén 1846.
Limea sarsii ingår i släktet Limea och familjen filmusslor. Inga underarter finns listade i Catalogue of Life.